# Irina Likso
 (juin 2025).
La mise en forme du texte ne suit pas les recommandations de Wikipédia : il faut le « wikifier ».
Les points d'amélioration suivants sont les cas les plus fréquents. Le détail des points à revoir est peut-être précisé sur la page de discussion.
- Les titres sont pré-formatés par le logiciel. Ils ne sont ni en capitales, ni en gras.
- Le texte ne doit pas être écrit en capitales (les noms de famille non plus), ni en gras, ni en italique, ni en « petit »…
- Le gras n'est utilisé que pour surligner le titre de l'article dans l'introduction, une seule fois.
- L'italique est rarement utilisé : mots en langue étrangère, titres d'œuvres, noms de bateaux, etc.
- Les citations ne sont pas en italique mais en corps de texte normal. Elles sont entourées par des guillemets français : « et ».
- Les listes à puces sont à éviter, des paragraphes rédigés étant largement préférés. Les tableaux sont à réserver à la présentation de données structurées (résultats, etc.).
- Les appels de note de bas de page (petits chiffres en exposant, introduits par l'outil «  Source ») sont à placer entre la fin de phrase et le point final[comme ça].
- Les liens internes (vers d'autres articles de Wikipédia) sont à choisir avec parcimonie. Créez des liens vers des articles approfondissant le sujet. Les termes génériques sans rapport avec le sujet sont à éviter, ainsi que les répétitions de liens vers un même terme.
- Les liens externes sont à placer uniquement dans une section « Liens externes », à la fin de l'article. Ces liens sont à choisir avec parcimonie suivant les règles définies. Si un lien sert de source à l'article, son insertion dans le texte est à faire par les notes de bas de page.
- La présentation des références doit suivre les conventions bibliographiques. Il est recommandé d'utiliser les modèles {{Ouvrage}}, {{Chapitre}}, {{Article}}, {{Lien web}} et/ou {{Bibliographie}}. Le mode d'édition visuel peut mettre en forme automatiquement les références.
- Insérer une infobox (cadre d'informations à droite) n'est pas obligatoire pour parachever la mise en page.

Pour une aide détaillée, merci de consulter Aide:Wikification.
Si vous pensez que ces points ont été résolus, vous pouvez retirer ce bandeau et améliorer la mise en forme d'un autre article.
 (juin 2025).
Irina Anatolievna Likso (Ири́на Анато́льевна Ликсо́), née le 14 avril 1920 à Vitebsk et morte le 4 avril 2009 à Moscou est une artiste russe et soviétique, nommée artiste du peuple de la RSFSR en 1968.

## Biographie
Irina Likso est issue d'une famille de la petite noblesse de la fonction publique ruinée par la révolution russe. Elle passe sa jeunesse à Kalouga. Elle est diplômée de l'École d'art dramatique Chtchepkine en 1942. Elle joue dans des pièces du Théâtre Maly de Moscou en tant qu'étudiante, puis à Tcheliabinsk où le théâtre a été évacué. Après ses études, elle est intégrée à la troupe du Théâtre Maly, où elle va travailler pendant plus de soixante ans. En 1974, elle est décorée de l'Ordre du Drapeau rouge du Travail, en lien avec les cent cinquante ans du théâtre. En plus de ses rôles au théâtre, elle enseigne jusqu'en 2005 à l'École Chtchepkine.
En 2005, Irina Likso est décorée de l'Ordre du Mérite pour la Patrie de 4e classe pour « sa grande contribution au développement de l'art dramatique et pour sa longue carrière artistique ».
Elle meurt à Moscou, le 14 avril 2009 et est enterrée au cimetière de Novodievitchi.

## Famille
- Mari: Evgueni Iakovlevitch Balsamov (1916-1980), docteur en sciences techniques, professeur à l'Institut forestier de Moscou.
- Fille: Elena Krasnikova, travaille à la télévision[5].
  - Petite-fille: Evguenia, diplômée de la faculté de journalisme de l'Université de Moscou.

## Distinctions
- 1949: Artiste honoré de la RSFSR
- 1968: Artiste du peuple de la RSFSR
- 1974: Ordre du Drapeau rouge du Travail (4 novembre 1974)
- 1998: Ordre de l'Honneur[6]
- 2005: Ordre du Mérite pour la Patrie de 4e classe[2]

## Carrière

### Théâtre
- Saison 1943/1944: Comedianti de Jacinto Benavente: Silvia
- 1945: Le Malheur d'avoir trop d'esprit de Griboïedov: Sophia[3]
- 1945: Le Mariage de Belouguine d'Ostrovski: Elena
- 1945: Ivan le Terrible d'Alexeï Tolstoï : la princesse Staritskaïa
- Saison 1946/1947: Pygmalion de George Bernard Shaw: Clara
- Saison 1946/1947: La Grande Force de Boris Romanov: Nadejda Mikhaïlovna
- 1946: La Nuit des rois de Shakespeare: Olivia
- 1948: Une place lucrative d'Ostrovski: Vichnevskaïa
- Saison 1948/1949: Le Complot des condamnés de Nikolaï Virta: Christina
- Saison 1948/1949: Cabale et Amour de Schiller: Louise
- Saison 1948/1949: Jeunesse de Zorine: Lera Pokorskaïa
- 1949: Nos contemporains: Elizaveta Vorontsova
- 1950: La Voix d'Amérique de Lavreniov: Cynthia Keed
- 1951: Les Barbares de Gorki: Lidia
- 1952: Talents et Admirateurs d'Ostrovski: Korinkina
- 1953: Quand les lances se rompent de Pogodine: Victoria Kartavina
- 1953: Emilia Galotti de Lessing: la comtesse
- 1955: Les Ailes de Korneïtchouk: Caterina Remez
- 1955: Loups et Brebis d'Ostrovski: Evlampia Nikolaïevna Koupavina
- 1955: Macbeth de Shakespeare: Lady Macduff
- 1957: Le Village de Stepantchikovo et ses habitants: Tatiana Ivanovna
- 1957: Une nuit de Gorbatov: Polina
- 1958: Pourquoi les étoiles sourient? de Korneïtchouk: Jeanne
- 1959: L'Éventail de Lady Windermere d'Oscar Wilde: Lady Windermere
- 1959: La Foire aux vanités de Thackeray: Becky Sharp
- 1960: Lioubov Yarovaïa de Constantin Treniov: Panova
- 1961: Les Ailes de Korneïtchouk: Padolist
- 1962: Loups et Brebis d'Ostrovski: Evlampia Nikolaïevna Koupavina
- 1963: Le Malheur d'avoir trop d'esprit de Griboïedov: Natalia Dmitrievna
- 1964: L'Homme de Stratdord d'Aliochine: Lady Anna
- 1964: L'Éventail de Lady Windermere d'Oscar Wilde: Mrs Erlynne
- 1964: Page de journal de Korneïtchouk: Magdalina Romanovna
- 1965: Les Choses intelligentes de Marchak: la tsarine
- 1966: Le Verre d'eau d'Eugène Scribe: la reine Anne
- 1968: Mes amis de Korneïtchouk: Anguelina
- 1970:  Monsieur Borkman d'Ibsen: Mme Wilton
- 1972:  Le Dernier jour de Vassiliev: Agnessa Pavlovna
- 1973: Avant que le soleil ne se couche de Gerhart Hauptmann: Paula-Clotilda
- 1974: Promenades d'été de Salynski: Koulikova
- 1976: L'Argent fou d'Ostrovski: Mme Tcheboxarova
- 1976: Avant que le soleil ne se couche de Gerhart Hauptmann: Bettina Clausen
- 1976: Humiliés et Offensés d'après Dostoïevski: Anna Andreïevna
- 1978: Vertige de Sarkissian: Nina
- 1979: L'Agonie de Miroslav Krleža: Madeleine Petrovna
- 1983: La Fée du matin d'Alejandro Casona: la vagabonde
- 1983: Les Enfants de Vaniouchine de Sergueï Naïdenov: Koukharnikova
- 1983: Les Framboises pas mûres de Goubatch: Andoula
- 1984: Le Cadavre vivant de Tolstoï: Anna Dmitrievna
- 1985: Phèdre de Racine: Panope
- 1988: La Maison dans les cieux de Goubatch: la maîtresse de maison
- 1988: Le Sauvage de Tchekhov: Mme Voïnitskaïa
- 1995: Talents et Admirateurs d'Ostrovski: Domna Pantelevna
- 1996: Oncle Vania de Tchekhov: Mme Voïnitskaïa
- 1997: Pas un sou, et tout à coup un altyn d'Ostrovski: Anna Tikhonovna
- 1999: Résurrection d'après Tolstoï: Agrafena Petrovna
- 2004: Le Malheur d'avoir trop d'esprit de Griboïedov: la comtesse Khrioumina

## Filmographie
(juin 2025).
- 1952 : Le Compositeur Glinka: l'impératrice Alexandra Féodorovna
- 1952 : Le Malheur d'avoir trop d'esprit d'après la pièce homonyme de Griboïedov (pièce télévisée): Sophia Pavlovna Famoussova
- 1953 : Les Barbares. Scène d'une ville de province: Lidia Pavlovna, nièce de Mme Bogaïevskaïa
- 1956 : Les Ailes (pièce télévisée) (Крылья): Caterina Remez
- 1960 : Eugénie Grandet: Madame des Grassins[7]
- 1961 : Au début du siècle (sur la jeunesse de Lénine)
- 1967 : La Lumière du nord: Alissa
- 1967 : Le Fonctionnaire disparu (pièce télévisée): Fru Drusse
- 1969 : Le Péché (pièce télévisée): Sophia Parmen, riche veuve
- 1973 : Le Dernier jour; Agnessa Pavlovna
- 1973 : Loups et Brebis (pièce télévisée) d'après la pièce homonyme d'Ostrovski: Koupavina
- 1974 : Avant que le soleil ne se couche (pièce télévisée): Paula-Clotilda, femme de Wolfgang
- 1975 : Dostigaïev et les autres (pièce télévisée)
- 1976 : Humiliés et Offensés (pièce télévisée): Anna Andreïevna
- 1978 : L'Argent fou (pièce télévisée) d'après la pièce homonyme d'Ostrovski: Mme Tcheboxarova
- 1982 : Promenades d'été (Летние прогулки) (pièce télévisée): Koulikova
- 1982 : Les Enfants de Vaniouchine (Дети Ванюшина) (pièce télévisée) : Koukarnikova
- 1985 : Les Framboises pas mûres (Незрелая малина): Andoula
- 1991 : Anna Karamazoff (Анна Карамазофф): épisode
- 1991 : Et le vent revient (И возвращается ветер): Evdokia Tourtchaninova
- 2004 : Dacha Vassilieva, détective privé (Даша Васильева. Любительница частного сыска) 2e épisode (série «La dame aux griffes»): Véra Nikolaïevna
- 2005 : Liouba, les enfants et l'usine (Люба, дети и завод…): Grand-mère Lilia